# Antarctoscyphus elongatus
Antarctoscyphus elongatus is een hydroïdpoliep uit de familie Symplectoscyphidae. De wetenschappelijke naam van de soort werd in 1904 als Sertularella elongata gepubliceerd door Axel Elof Jäderholm. 